# Мишкіно (Бокситогорський район Ленінградської області)
Мишкіно (рос. Мышкино) — присілок Бокситогорського району Ленінградської області Росії. Входить до складу Климовського сільського поселення.
Населення — 20 осіб (2012 рік). 